# Greg Collins
Pour le  joueur de football américain, voir Greg Collins (football américain).
Greg Collins est un producteur et ingénieur du son canadien. 

## Biographie
Il travaille au sein de l'industrie musicale et compte à son actif de nombreuses créations et productions. Il est présentement producteur au sein de l'équipe de management de Nettwerk qui compte plusieurs artistes dont Sarah McLachlan, Raine Maida, k-os, Jamiroquai, Chantal Kreviazuk, Butterfly Boucher et Martha Wainwright, entre autres. 
Il remporte un Grammy Award en 2006 avec le mixage de How to Dismantle an Atomic Bomb de U2.